# Велике прощання (фільм, 1953)
«Велике прощання» (рос. «Великое прощание») — документальний фільм відомого радянського кінорежисера грузинського походження Михайла Чіаурелі. Фільм був знятий на похованні Йосипа Сталіна чому і присвячений.